# SS Delphic (1925)
SS Delphic byl nákladní parník o hrubé prostornosti 8 006 BRT vybudovaný v roce 1917 v loděnicích Workman, Clark and Company v Belfastu pro společnost Booth Line původně pod jiným jménem. Po jeho spuštění na vodu byl počátkem roku 1918 okamžitě převzat britskou armádou pro válečné účely a přejmenován na War Icarus. Krátce po skončení války v tomtéž roce ho odkoupila Atlantic Transport Line a přejmenovala na Masaba.  V roce 1925 tato společnost společně s White Star Line vstoupila do sdružení International Mercantile Marine a parník připadl White Star Line, která jej přejmenovala na Delphic. Pro ni převážel náklad dalších 8 let, kdy byl v roce 1933 prodán Clan Line. Ta jej přejmenovala na Clan Farquhar a používala jej až do roku 1948, kdy byl sešrotován.